# Bathynanus dalli
Bathynanus dalli är en armfotingsart som först beskrevs av Davidson 1878.  Bathynanus dalli ingår i släktet Bathynanus och familjen Chlidonophoridae. Inga underarter finns listade i Catalogue of Life.